# RFA Olmeda (A124)
El RFA Olmeda (A124) fue un buque de aprovisionamiento de la clase Ol comisionado en 1965 con la Royal Fleet Auxiliary (RFA). Fue puesto en gradas en 1963 y botado en 1964 por Swan Hunter.

## Construcción y características
Construido por Swan Hunter, fue puesto en gradas en 1963, botado en 1964 y asignado en 1965.

## Historia de servicio
En 1982 el buque RFA Olmeda participó de la Guerra de Malvinas (Operación Corporate), colaborando en la toma de la Isla Thule y las Islas Sandwich del Sur (Operación Keyhole). Fue de baja en 1994 y posteriormente desguazado en India.